# Alter Jüdischer Friedhof (Lemgo)

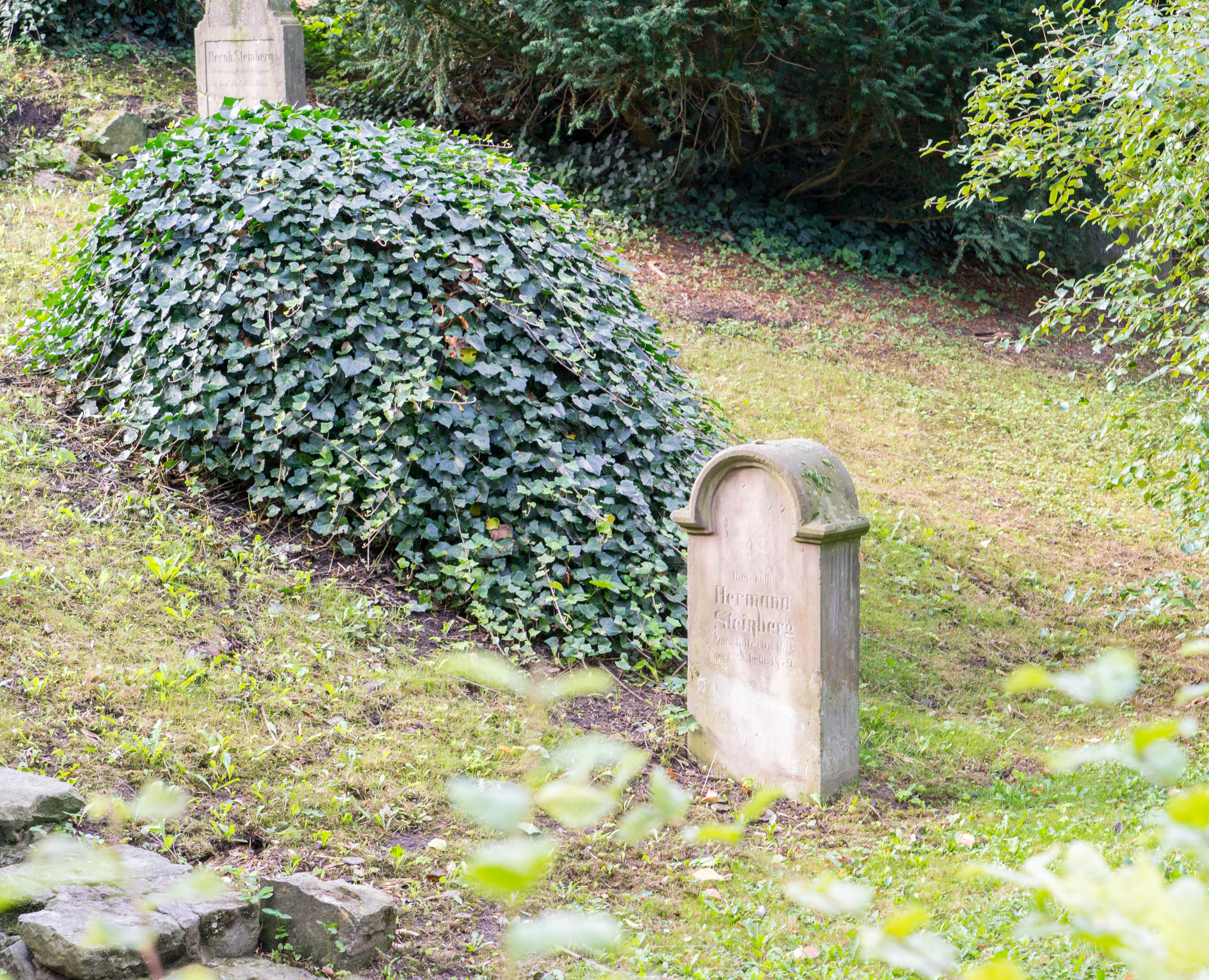
Der Alte Jüdische Friedhof in Lemgo

Der Alte Jüdische Friedhof  liegt in der Stadt Lemgo im Kreis Lippe in Nordrhein-Westfalen. Der jüdische Friedhof ist als Baudenkmal in die Denkmalliste der Stadt Lemgo eingetragen.

## Beschreibung
Der Alte Jüdische Friedhof von Lemgo liegt am Ostertorwall (früher Knochenhauerwall) an der Ecke Hirtenstraße. Der Friedhof wurde von 1721 bis zur Anlage des Neuen Jüdischen Friedhofs Anfang des 20. Jahrhunderts belegt.
Während der Reichspogromnacht 1938 wurde der jüdische Friedhof geschändet und alle Grabsteine (Mazewot) wurden entfernt. 1940 wurde das Gelände zwangsenteignet und den städtischen Wallanlagen angegliedert.
1948 wurde der Friedhof wieder in einen ansehnlichen Zustand gebracht. Da die alten Grabsteine des Friedhofs nicht mehr vorhanden waren, wurden dort ersatzweise 8 Grabsteine vom jüdischen Friedhof Hohenhausen aufgestellt.